# Chrysopidia ciliata
Chrysopidia ciliata är en insektsart som först beskrevs av Wesmael 1841.  I den svenska databasen Dyntaxa används istället namnet Chrysotropia ciliata. Enligt Catalogue of Life ingår Chrysopidia ciliata i släktet Chrysopidia och familjen guldögonsländor, men enligt Dyntaxa är tillhörigheten istället släktet Chrysotropia och familjen guldögonsländor. Arten är reproducerande i Sverige. Inga underarter finns listade i Catalogue of Life.